# 石原貴洋
石原 貴洋（いしはら たかひろ、1979年7月30日 - ）は、日本の映画監督・映像作家。大阪府大東市生まれ。
大阪府立野崎高校、ビジュアルアーツ専門学校大阪・放送映画学科卒業。

## 映画祭出品・上映・受賞など
- 2006年 『水曜日のスイミング』
  - 第3回 シネアスト・ オーガニゼーション・大阪エキシビションオープンコンペ部門入選
- 2007年 『Stewed Beef & Potatoes』
  - 第4回 シネアスト・ オーガニゼーション・大阪エキシビション オープンコンペ部門入選
- 2010年 『バイオレンス PM』
  - 第6回 シネアスト・ オーガニゼーション・大阪エキシビション オープンコンペ部門　奨励賞、技術賞、俳優賞 3冠独占受賞
  - 第15回 富川国際ファンタスティック映画祭（韓国）招待上映
  - ゆうばり国際ファンタスティック映画祭 オフシアター・コンペティション部門 北海道知事賞受賞
  - ハンブルク日本映画祭（ドイツ）正式招待上映
- 2012年 『大阪外道 OSAKA VIOLENCE』
  - ゆうばり国際ファンタスティック映画祭 オフシアター・コンペティション部門 グランプリ 受賞[1]
  - 第16回 富川国際ファンタスティック映画祭（韓国）招待上映
  - ハンブルク日本映画祭（ドイツ）正式招待上映
  - カメラジャパンフェスティバル（オランダ）正式上映
- 2013年 『大阪蛇道 Snake of Violence』
  - ゆうばり国際ファンタスティック映画祭　招待上映
  - ハンブルク日本映画祭（ドイツ）正式招待上映
- 2015年 『コントロール・オブ・バイオレンス』
  - ゆうばり国際ファンタスティック映画祭　フォアキャスト部門上映
  - ハンブルク日本映画祭（ドイツ）正式招待上映
- 2018年『レッドカプセル』
  - ハンブルク日本映画祭（ドイツ）正式招待上映
- 2019年『レッド・ブレイド』
  - Asian Summer Film Festival（スペイン）招待上映

## 劇場公開映画
- バイオレンス PM（2010年）
- 大阪外道 OSAKA VIOLENCE（2015年）
- 大阪蛇道 Snake of Violence（2015年）
- コントロール・オブ・バイオレンス（2015年）
- ゴーストフラワーズ（2016年）
- レッドリスト（2017年）
- レッドカプセル（2018年）
- レッドブレイド（2019年）
- 大阪少女（2020年）
- 大阪闇金（2021年）
- 大阪カジノ（2024年）※大阪シリーズ第10弾

## ショートフィルム
- まさしくん（2004年）
- 11才の誕生日（2004年）
- ソーダン先生（2005年）
- 水曜日のスイミング（2006年）
- Stewed Beef & Potatoes（2007年）
- 色彩の夏（2007年）
- 少女と竜王（2008年）
- ぼくのいちにち （2008年）
- 共存時代（2009年）
- 大阪ババア（2013年）
- 大阪悪代官（2018年）
- 大阪少女〜夏休み〜1&2（2020年）